# Arrondissement de Kaiserslautern (Mont-Tonnerre)
Pour la division administrative allemande, voir Arrondissement de Kaiserslautern.
L'arrondissement de Kaiserslautern est une ancienne subdivision administrative française du département de Mont-Tonnerre créée le 17 février 1800 et supprimée le 11 avril 1814.

## Composition
Il comprenait les cantons de Göllheim, Kaiserslautern, Lauterecken, Obermoschel, Otterberg, Rockenhausen, Winnweiler et Wolfstein.

## Liens
Organisation administrative de l'Empire dans l'almanach impérial pour l'année 1810